# Horseheads (hrabstwo Chemung)
Horseheads – wieś w Stanach Zjednoczonych, w stanie Nowy Jork, w hrabstwie Chemung.